# Julio César Bellene
Julio César Bellene fue un militar argentino que sirvió en el terrorismo de Estado en Argentina como oficial de inteligencia.

## Biografía
Siendo teniente coronel, Bellene fue jefe de la Compañía de Contra Inteligencia del Batallón de Inteligencia 601 (B Icia 601).
En 1977, era subjefe del Batallón. Al año siguiente, ya era coronel y continuó como segundo al mando hasta 1981. El coronel Bellene fue comandante del B Icia 601 desde el 20 de noviembre de 1981 hasta el 29 de noviembre de 1983.

### Enjuiciamiento y condena
El 19 de junio de 2003, Bellene quedó detenido por orden del juez federal Claudio Bonadio en el marco de la Causa Contraofensiva; falleció antes de 2007.